# Platydemus manokwari
Platydemus manokwari ist ein zu den Landplanarien (Geoplanidae) zählender Strudelwurm, der ursprünglich in Neuguinea heimisch ist und sich von verschiedenen Kleintieren, insbesondere aber von Schnecken ernährt. Er ist durch den Menschen in viele Gegenden eingeschleppt worden, wo er als invasive Art verschiedentlich mit dem Rückgang von Schneckenpopulationen bis hin zum Aussterben von Arten in Zusammenhang gebracht wird.

## Merkmale

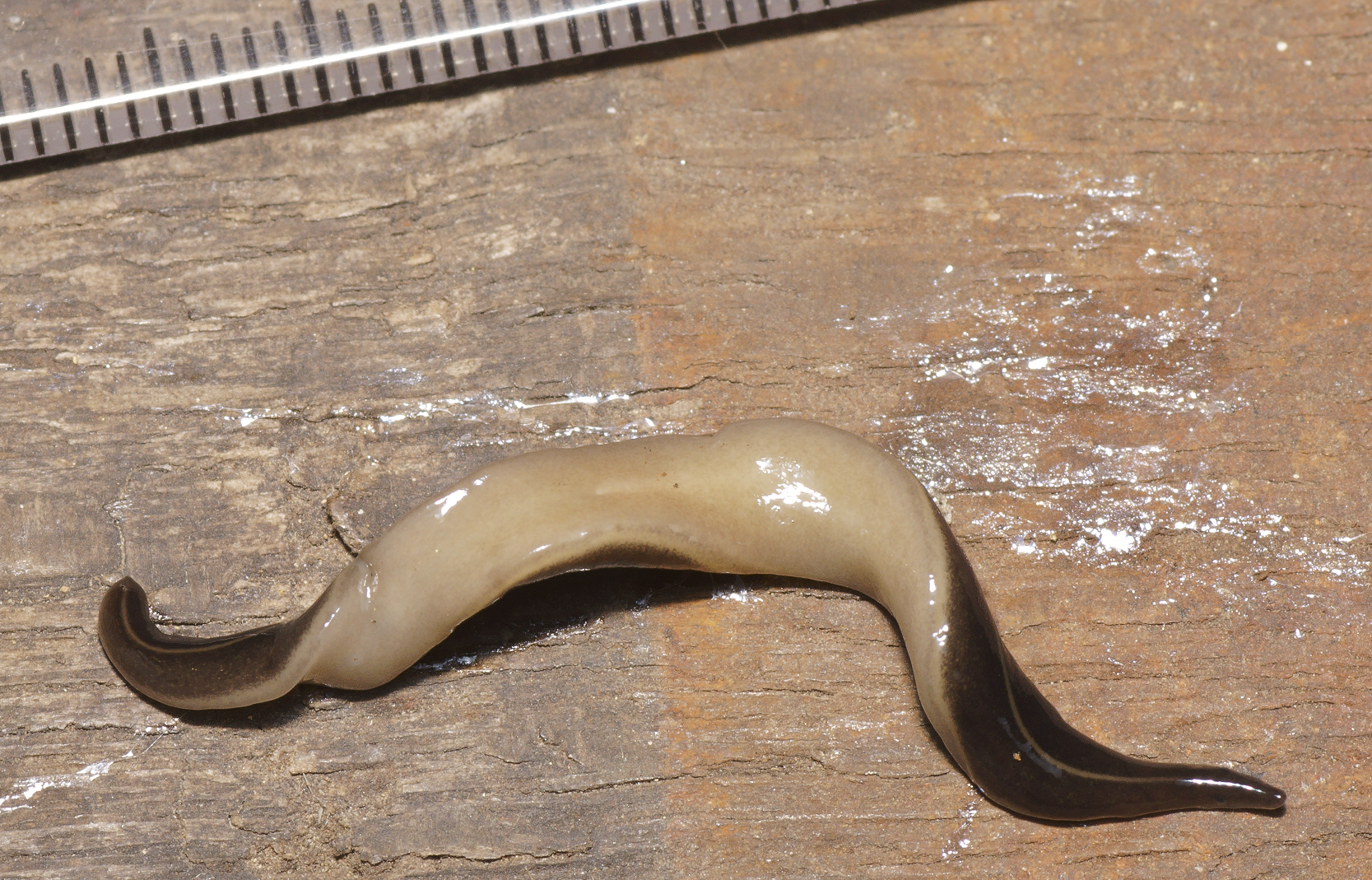
Ober- und Unterseite von Platydemus manokwari

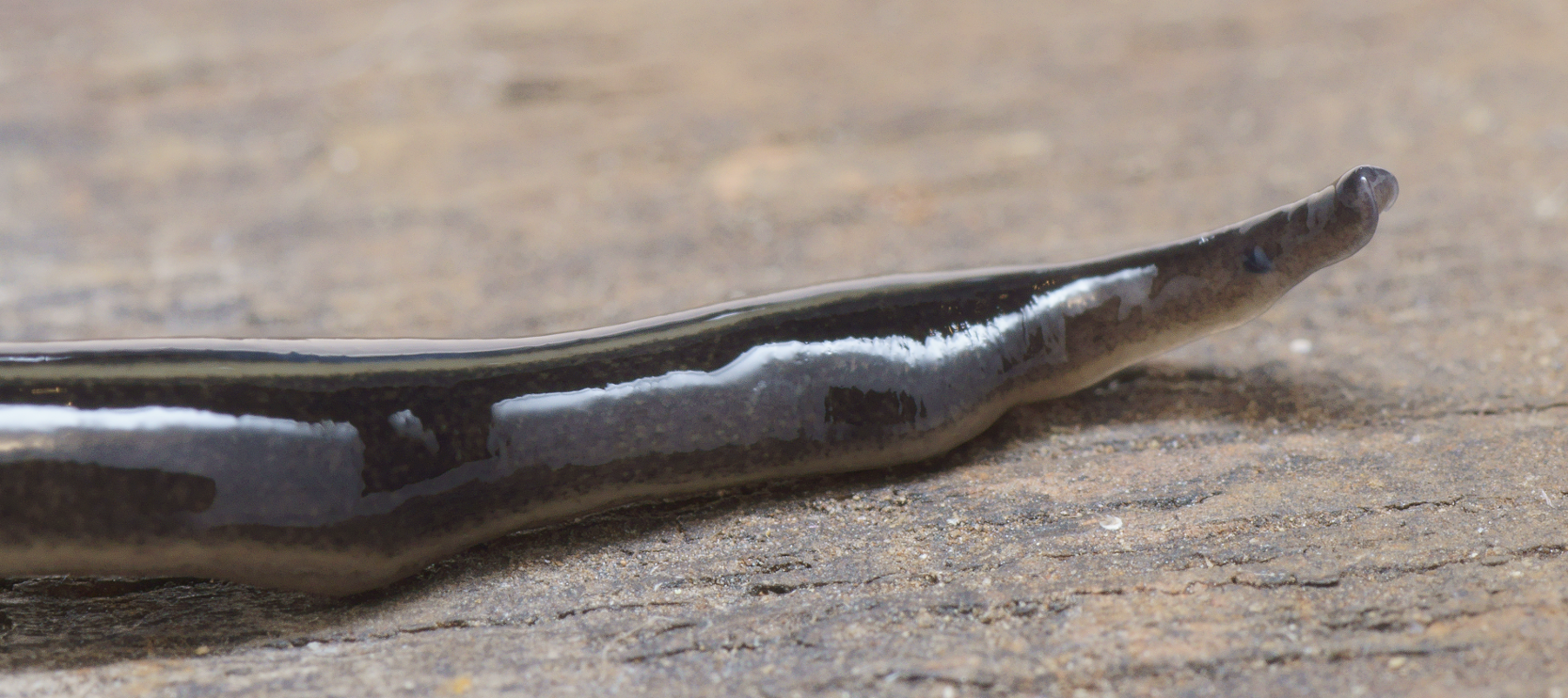
Kopf von Platydemus manokwari mit Augen

Der Plattwurm wird etwa 40 mm bis 65 mm lang, 4 mm bis 7 mm breit und weniger als 2 mm dick. Beide Enden des Wurms laufen spitz zu, doch der Kopf, an dem zwei dunkle Augen sitzen, ist spitzer als das Schwanzende. Die Oberseite des Körpers ist dunkelbraun mit einer helleren mittleren Längslinie, die Unterseite einfarbig blassgrau.

## Lebenszyklus
Platydemus manokwari ist wie alle Strudelwürmer ein Hermaphrodit, wobei sich die Tiere gegenseitig befruchten. Sie legen etwa 4 Tage nach der Kopulation ca. 2 mm bis 5 mm große, durchscheinende Eikapseln ab, die 3 bis 9, im Durchschnitt 5 Jungtiere enthalten. Nach 6 bis 10 Tagen schlüpfen etwa 4 mm lange, weiße Jungtiere. Eiablage ist in einem Alter von nur 3 Wochen möglich, doch darf die Temperatur nicht unter 15 °C liegen. Für die Entwicklung der Eier werden 10 °C, für das Wachstum der Jungtiere 11,7 °C benötigt.
Wird Platydemus manokwari zerstückelt, wächst jedes Stück innerhalb von 2 Wochen zu einem vollständigen Tier heran. Es gibt aber keine Hinweise auf spontane Teilung, wie es sie bei manchen anderen Landplanarien, z. B. Bipalium kewense gibt.

## Lebensraum und Verbreitung
Platydemus manokwari ist auf der Insel Neuguinea heimisch. Hier ist der Plattwurm in der Laubstreu in den tropischen Regenwäldern – sowohl Primär- als auch Sekundärwäldern –, auf Agrarflächen, im Küstenbereich wie in Bergwäldern zu finden.

## Nahrung

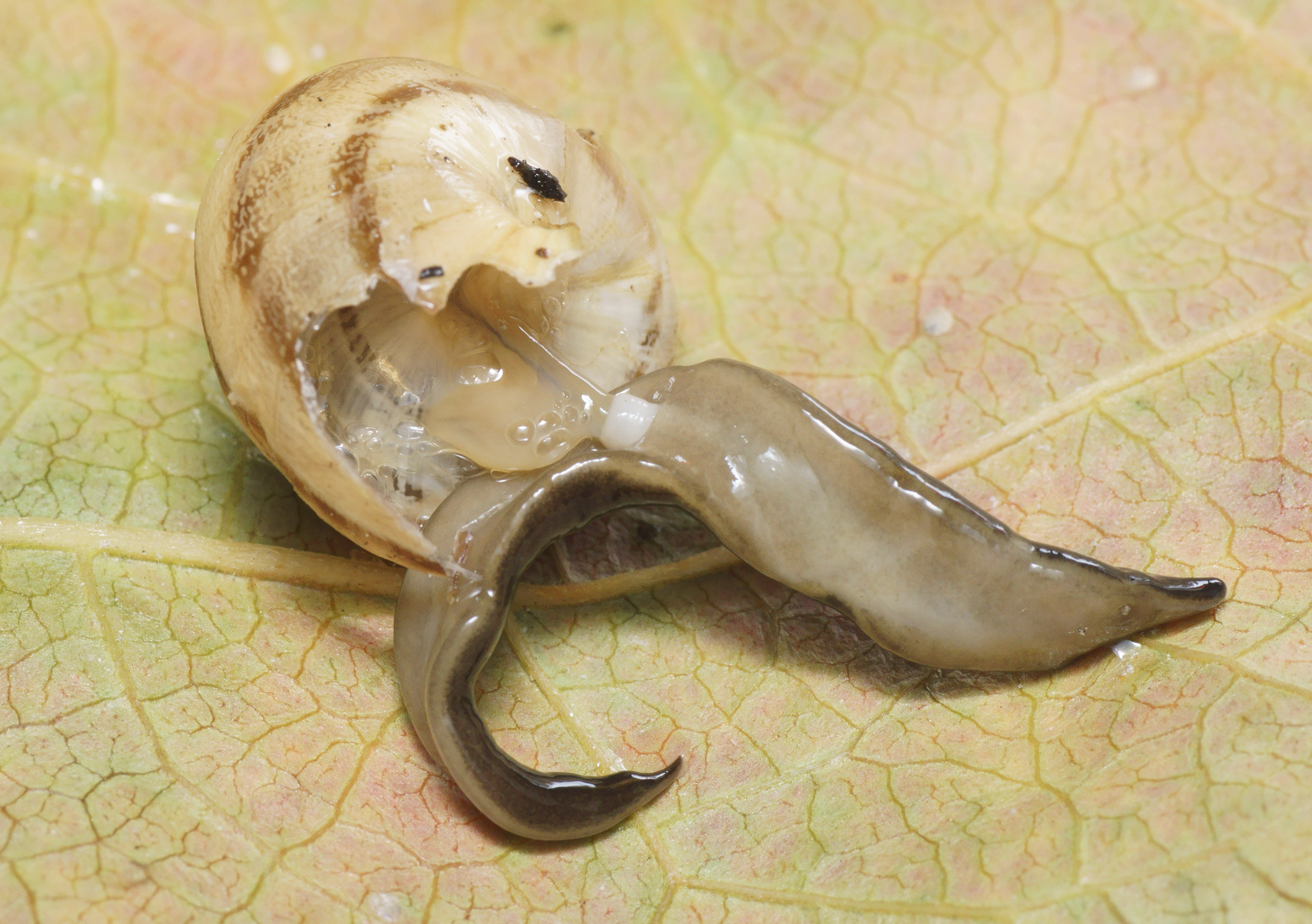
Platydemus manokwari frisst eine Eobania vermiculata (im Labor). Man beachte den weißen Pharynx, wie bei allen Strudelwürmern in der Mitte der Bauchseite. Die vorverdaute Schnecke ist bereits fast vollständig gefressen.

Platydemus manokwari bevorzugt als Nahrung gehäusetragende Landlungenschnecken, doch erbeutet er auch Regenwürmer, Nacktschnecken, Insektenlarven und verschiedene Gliederfüßer. Hat er die Schneckenpopulationen dezimiert, weicht er auch auf andere Plattwürmer als Beute aus. Platydemus manokwari ist seinen untersuchten Verbreitungsgebieten der Hauptfeind der Landschnecken, denen er in allen Lebensstadien vom reifen Schneckenei bis zu alten Schnecken nachstellt. Lediglich frisch abgelegte Schneckeneier werden nicht erkannt. Das Tier folgt chemischen Reizen, die von den Schleimspuren der Beutetiere ausgehen, und verfolgt diese auch auf Bäume. Der Plattwurm umschlingt die Beute, stülpt seinen rüsselartigen Schlund (Pharynx) aus und verdaut sie mit Hilfe von Verdauungsenzymen vor, ehe sie durch die bauchseitige Mundöffnung eingesogen wird.

## Invasive Art

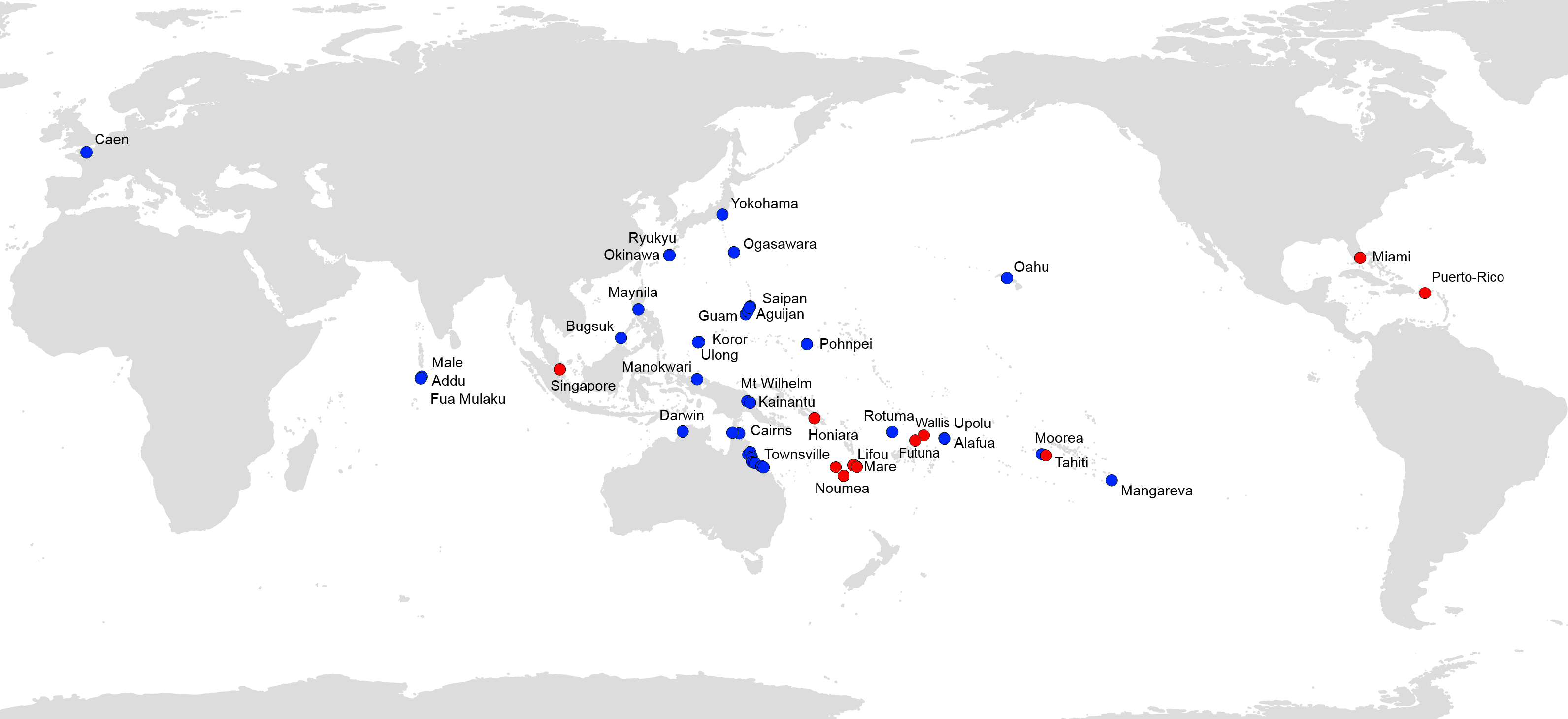
Fundorte von Platydemus manokwari

Platydemus manokwari ist vom Menschen auf eine Reihe pazifischer Inseln eingeschleppt worden – teilweise unabsichtlich in den Blumentöpfen aus Neuguinea exportierter Pflanzen, teilweise absichtlich zur Bekämpfung der ebenfalls hier eingeschleppten Ostafrikanischen Riesenschnecke. So ist der Plattwurm auf zahlreiche tropische und subtropische Inseln in Mikronesien, den Marquesas-Inseln, Gesellschaftsinseln, Samoa, Melanesien und Hawaii gelangt, ebenso auf viele japanische Inseln. Auf vielen dieser Inseln sind endemische Schneckenarten zu finden, die an ein Leben mit nur geringer Bedrohung durch Fressfeinde angepasst sind. Schnecken in der Familie Partulidae vermehren sich als K-Strategen nur sehr langsam und bringen teilweise nur etwa 20 Nachkommen lebend zur Welt. Platydemus manokwari ist als Hauptursache für das Aussterben endemischer Schneckenarten Ozeaniens erkannt worden.
Der Erstbeschreiber de Beauchamp fand die Planarie 1962 in Queensland (Australien). 2013 wurde der Plattwurm erstmals in einem Tropenhaus des Botanischen Gartens von Caen (Jardin des Plantes) und somit erstmals in Europa gefunden; 2014 folgte ein erster Fund auf dem amerikanischen Kontinent – in Florida. Der an diesen Untersuchungen wesentlich beteiligte Zoologe Jean-Lou Justine vom französischen Nationalmuseum für Naturkunde sieht in der Planarie eine Bedrohung für „sämtliche Schneckenarten“ Europas, insbesondere weil er auch Temperaturen um 10 °C und längere Hungerzeiten überlebt. Darüber hinaus gibt es keine bekannten Fressfeinde. Auf Grund der großen Bedrohung, die diese Plattwurmart für die Vielfalt der Landschneckenfauna darstellt, ist Platydemus manokwari in die „Liste der 100 schlimmsten invasiven Arten“ (100 of the world’s worst invasive alien species) aufgenommen worden.